# Nicolae Tonitza

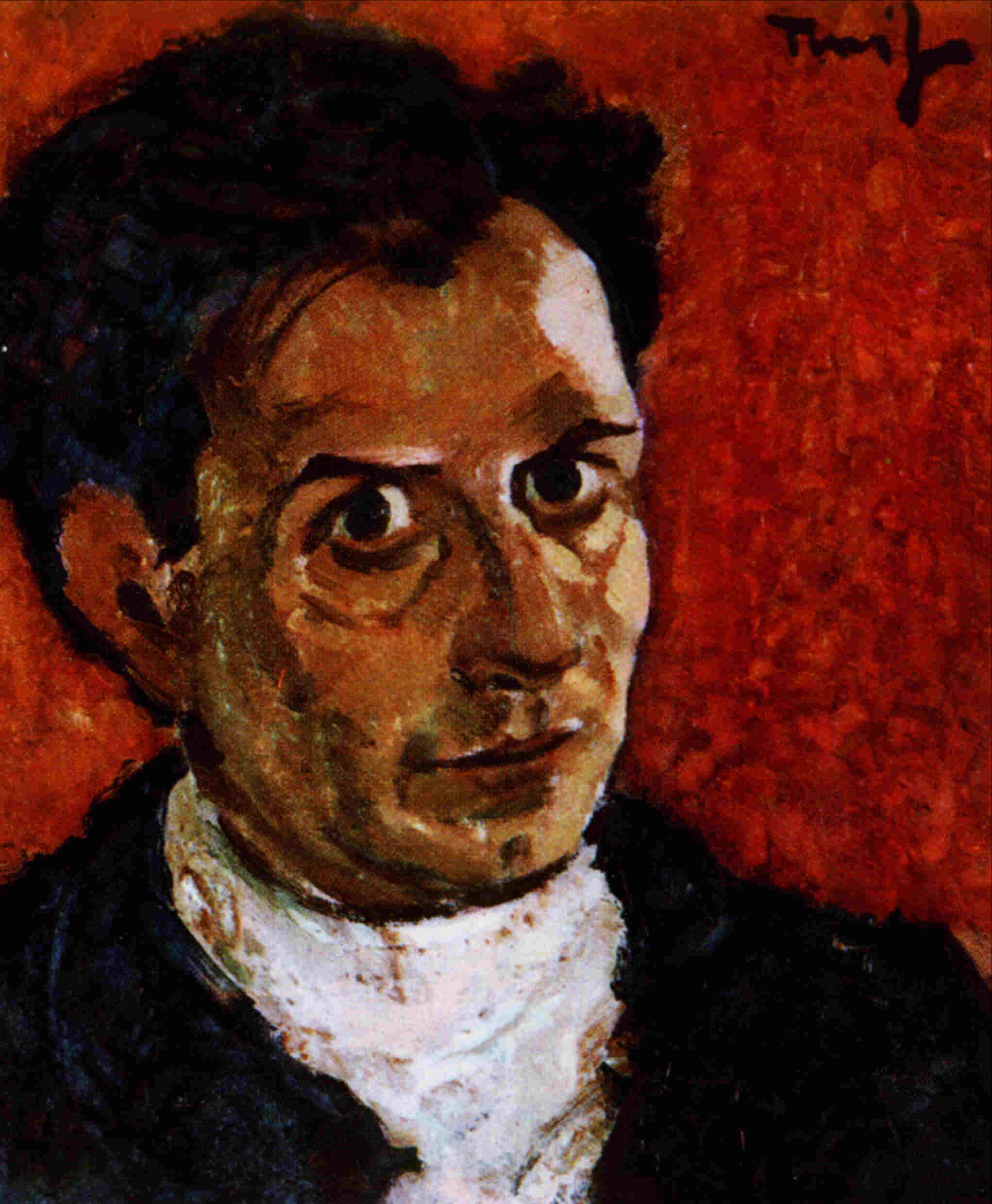
Tonitza, zelfportret, 1923

Nicolae Tonitza (Bârlad, 13 april 1886 - Boekarest, 27 februari 1940) was een Roemeens kunstschilder, lithograaf en criticus. Hij wordt voornamelijk gerekend tot het postimpressionisme en wordt gezien als een van de belangrijkste wegbereiders van de moderne Roemeense kunst.

## Leven en werk
Tonitza bezocht de kunsthogeschool in Iași en ging later naar de Academie voor Schone Kunsten in München. Vervolgens verbleef hij drie jaar in Parijs en werkte een tijd in het atelier van Edmond Aman-Jean. Zijn vroege schilderwerken werden sterk beïnvloed door het impressionisme, met zijn landgenoot Ștefan Luchian als belangrijk voorbeeld. Na zijn terugkeer naar Roemenië (Moldavië) schilderde hij fresco's in kerken. Ook werd hij journalistiek medewerker van tijdschriften als 'Arta Română'. In 1913 huwde hij met Jekaterina Climescu. Tijdens de Eerste Wereldoorlog diende hij in het leger, liep malaria op en balanceerde een tijdje op het randje van de dood.
In de jaren twintig werd Tonitza lid van de avantgardistische groepering 'Arta Română'. In 1926 vormde hij samen met Oscar Han, Francisc Şirato en zijn vriend Ştefan Dimitrescu de Grupul celor patru ("Groep van vier"). Hij ontwikkelde een eigen stijl met ethetiscistische elementen en een sereen, sterk contrasterend kleurgebruik, duidelijk onder invloed van het post-impressionisme. Hij schilderde portretten, naakten, clowns, kinderen, stillevens, maar ook sociaal geëngageerde genrewerken. Hij was ook politiek actief en promootte culturele contacten tussen Roemenië en de Sovjet-Unie. Daarnaast groeide hij uit tot een toonaangevend kunstcriticus, onder meer voor het tijdschrift 'Artele Frumoase'. Hij bekritiseerde onder meer Nicolae Grigorescu die in die periode vooral het boerenleven schilderde.
In 1937 werd Tonitza ernstig ziek en hij overleed drie jaar later, op 53-jarige leeftijd. Veel van zijn werk in momenteel te zien in het Nationaal Kunstmuseum in Boekarest.

## Galerij

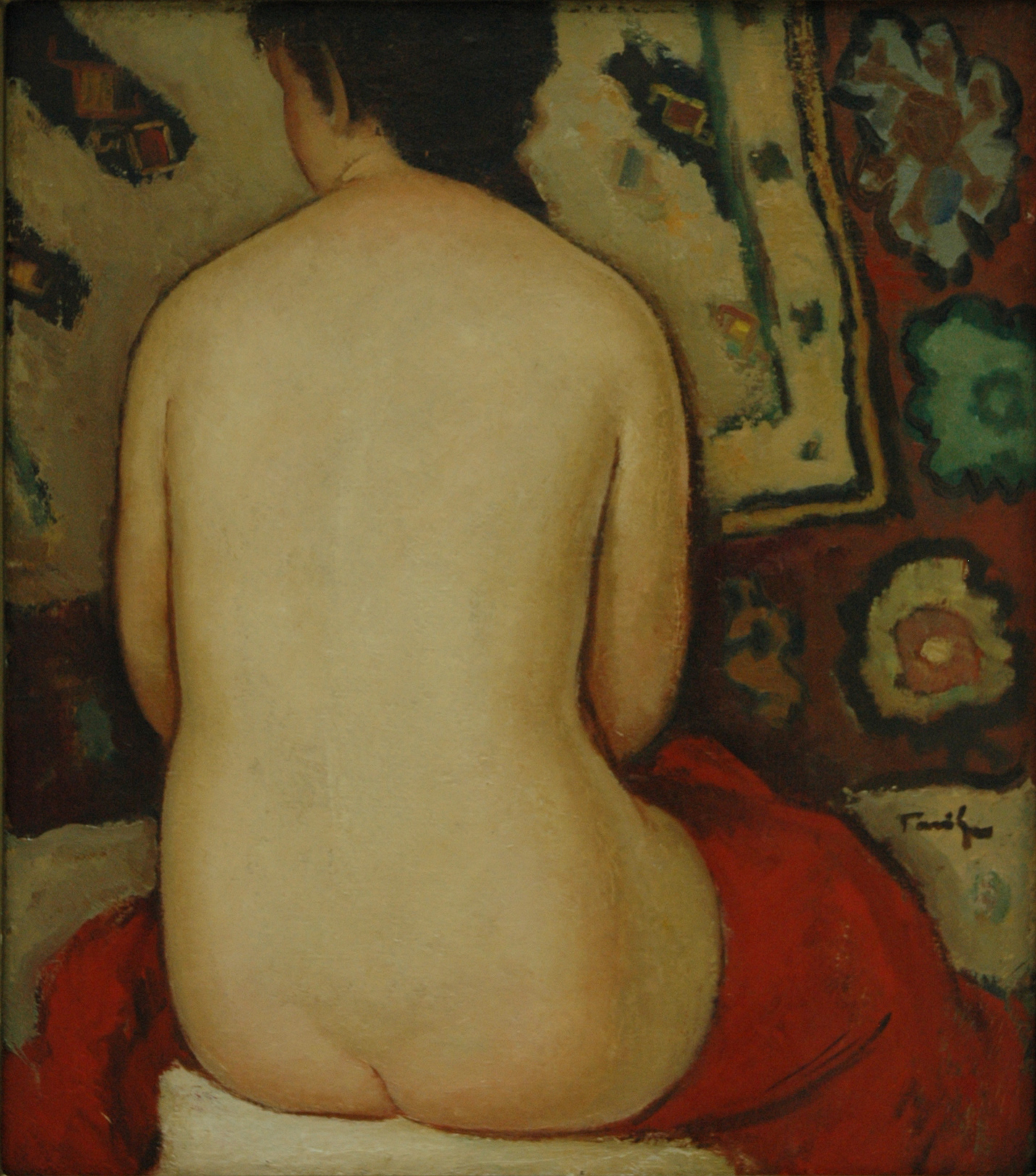
naakt
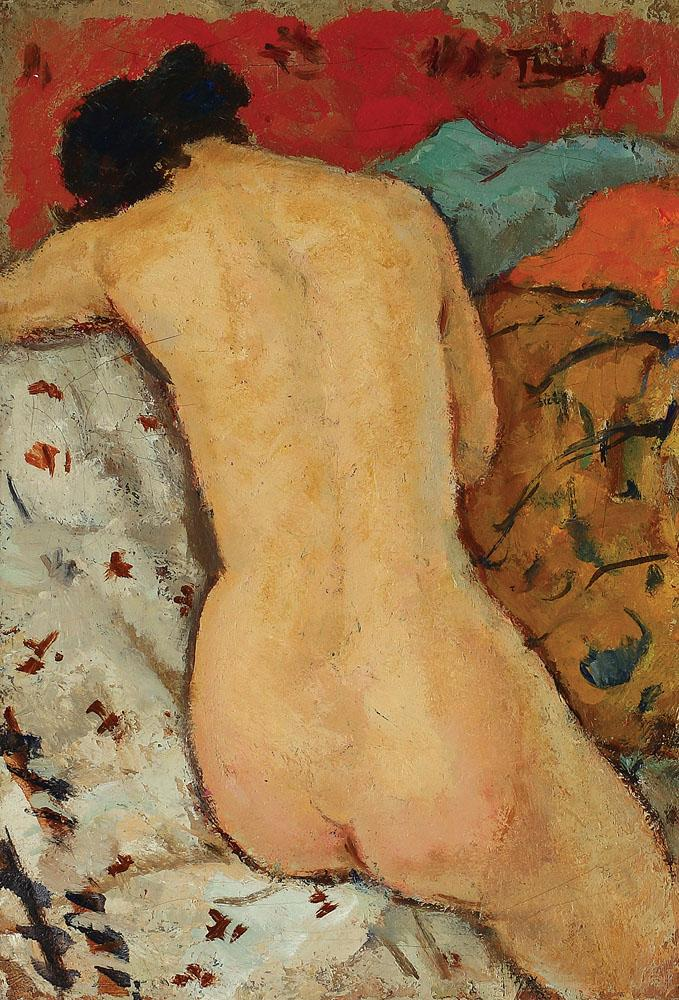
Naakt
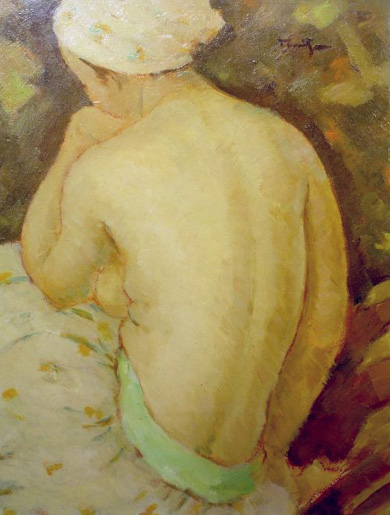
Naakt
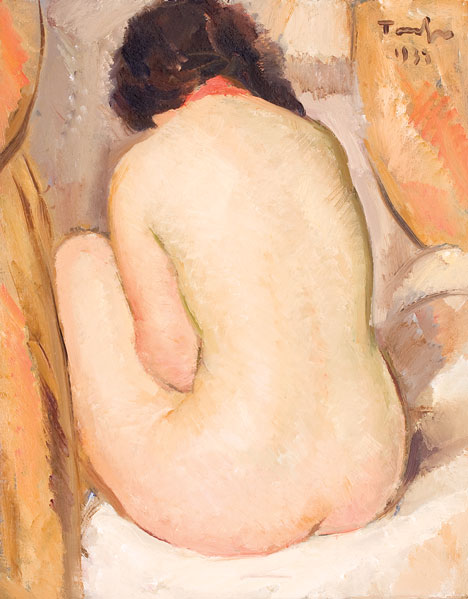
Naakt
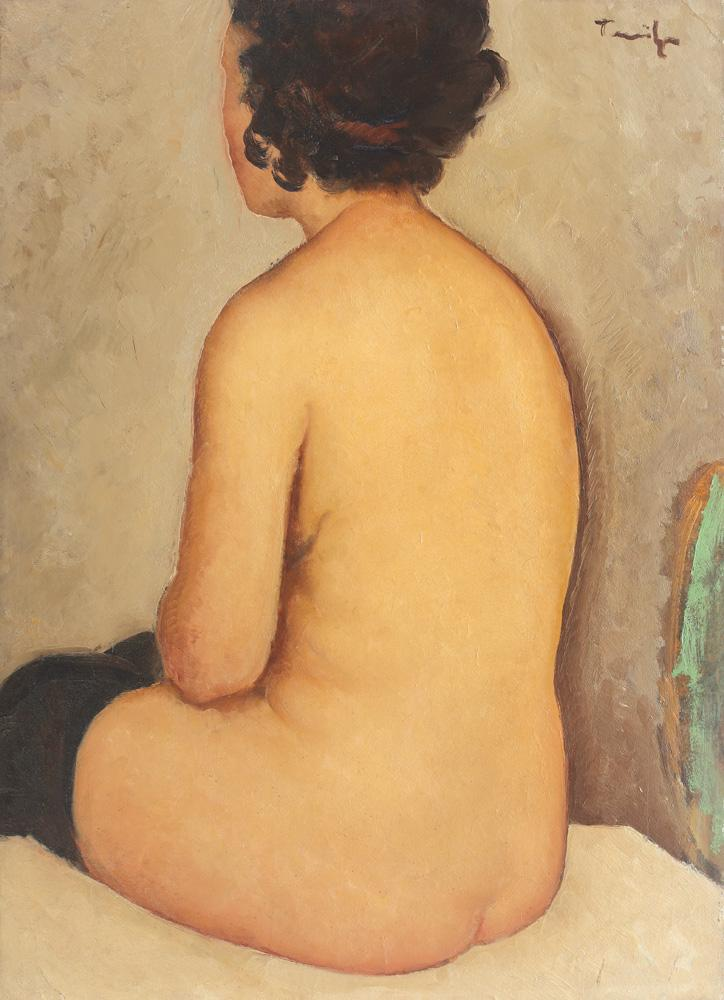
Naakt
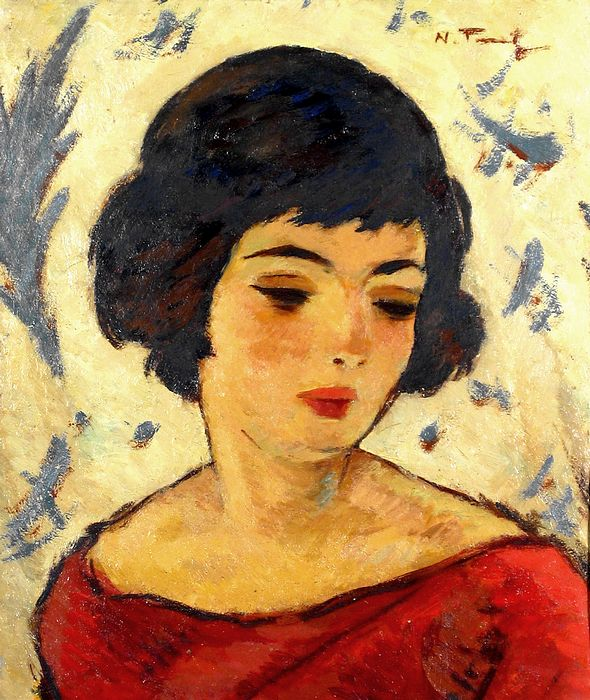
Meisjeshoofd
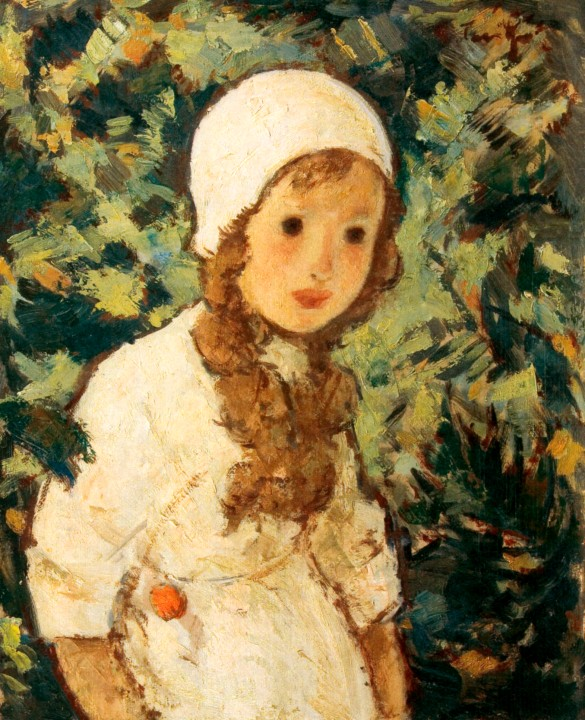
Meisje bij struik
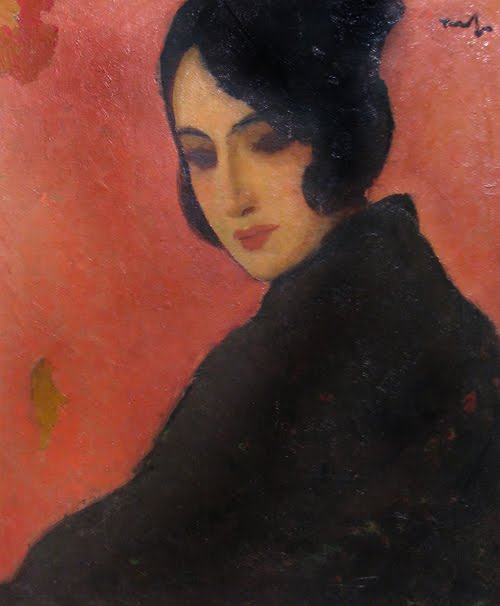
Spaanse
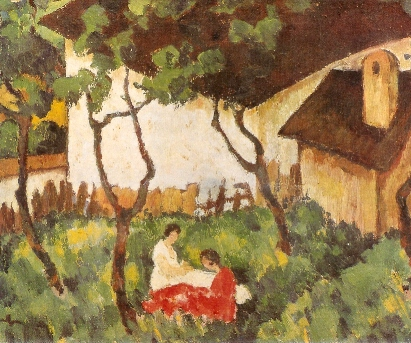
In de tuin van Valeni
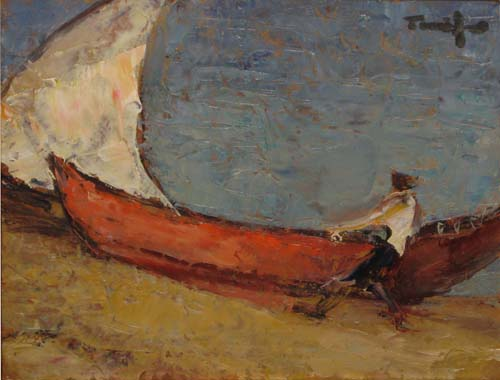
Visser met boot aan de zee